# Polynesië
Polynesië (πολύ = veel, νῆσος = eiland, vele eilanden dus) is naast Melanesië en Micronesië een van de drie grote eilandengroepen in de Grote of Stille Oceaan die samen Oceanië (exclusief Australië) vormen. Ruwweg vormt het een driehoek met Nieuw-Zeeland, Hawaï en Paaseiland als hoekpunten. De totale landoppervlakte is ongeveer 294.000 km² op een wateroppervlakte van meer dan 50 miljoen km². In totaal zijn er meer dan 1000 eilanden die behoren tot Polynesië.

## Bevolking
De oorspronkelijke bevolking van deze eilanden, de Polynesiërs, spreekt (of sprak) de Polynesische talen, die tot de Maleis-Polynesische of Austronesische taalgroep behoren.

## Eilanden

### Onafhankelijke staten
- Nieuw-Zeeland
- Samoa
- Tonga
- Tuvalu

### Gebieden met een aparte status
- Cookeilanden (in vrije associatie met Nieuw-Zeeland)
- Niue (in vrije associatie met Nieuw-Zeeland)

### Niet-onafhankelijke territoria
- Amerikaans-Samoa (Verenigde Staten)
- Frans-Polynesië (Frankrijk)
- Hawaï (Verenigde Staten)
- Norfolk (Australië)
- Paaseiland (Chili)
- Pitcairneilanden (Verenigd Koninkrijk)
- Tokelau (Nieuw-Zeeland)
- Wallis en Futuna (Frankrijk)

### Onbewoonde VS-territoria
- Baker
- Howland
- Jarvis
- Johnston
- Kingmanrif
- Palmyra

Australië · Melanesië · Micronesië · Polynesië

Amerikaans Oceanië · Brits Oceanië · Duitse koloniën in de Stille Oceaan · Frans-Oceanië · Japans Oceanië